# Niko Macoulis
Niko Macoulis (* 1960) ist ein deutscher Schauspieler und Synchronsprecher.

## Leben
Macoulis begann seine Karriere bereits Ende der 1960er Jahre als Kinderdarsteller. Er war in Fernsehserien wie Salto Mortale und Ein Jahr ohne Sonntag zu sehen. Heute ist er überwiegend als Synchronsprecher tätig und war bislang an mehr als 900 Produktionen beteiligt.

## Filmografie (Auswahl)
- 1968: Die Katze
- 1969: Die Tauben
- 1969: Helga und die Männer – Die sexuelle Revolution
- 1969: Ein Jahr ohne Sonntag
- 1969–71: Salto Mortale (Fernsehserie, mehrere Folgen)
- 1971: Chopin-Express
- 1971: Kennzeichen Rosa Nelke
- 1972: Der Kommissar – Toter gesucht
- 1972–1973: Fußballtrainer Wulff
- 1973: Der Kommissar – Der Tod von Karin W.
- 2010: Habermann

## Synchronrollen (Auswahl)
- Die Simpsons (Otto, Dolph, Pickeliger Teenager, Uter, Charlie u. a.)
- Pokémon (Gary Eich)
- Beyblade (Tala Valkov, Rick Anderson)
- Family Guy (Neil Goldman)
- Conan und seine tapferen Freunde (Draegan)
- Highlander (Quentin MacLeod)
- Holocaust – Die Geschichte der Familie Weiss (Peter)
- La Boum – Die Fete (Mathieu)
- Law & Order: Special Victims Unit (Dr. George Huang)
- Nightmare Before Christmas („Furcht“)
- Roots (Sitafa)
- White Squall – Reißende Strömung (Tod Johnstone)
- Once Upon a Time – Es war einmal … (Sneezy/Tom Clark)

## Hörspiele
- 1972: Hansjörg Martin: Blut ist dunkler als rote Tinte – Bearbeitung und Regie: Edmund Steinberger
- 1974: Tove Jansson: Eine drollige Gesellschaft – Neue Geschichten aus dem Mumintal – Produktion und Hörspielbearbeitung: Anke Beckert; Regie: Heinz-Günter Stamm
- 1977: Lotte Betke: Roll und Stop – Regie: Wolf Euba